# مسابقات جهانی ژیمناستیک هنری ۲۰۰۱

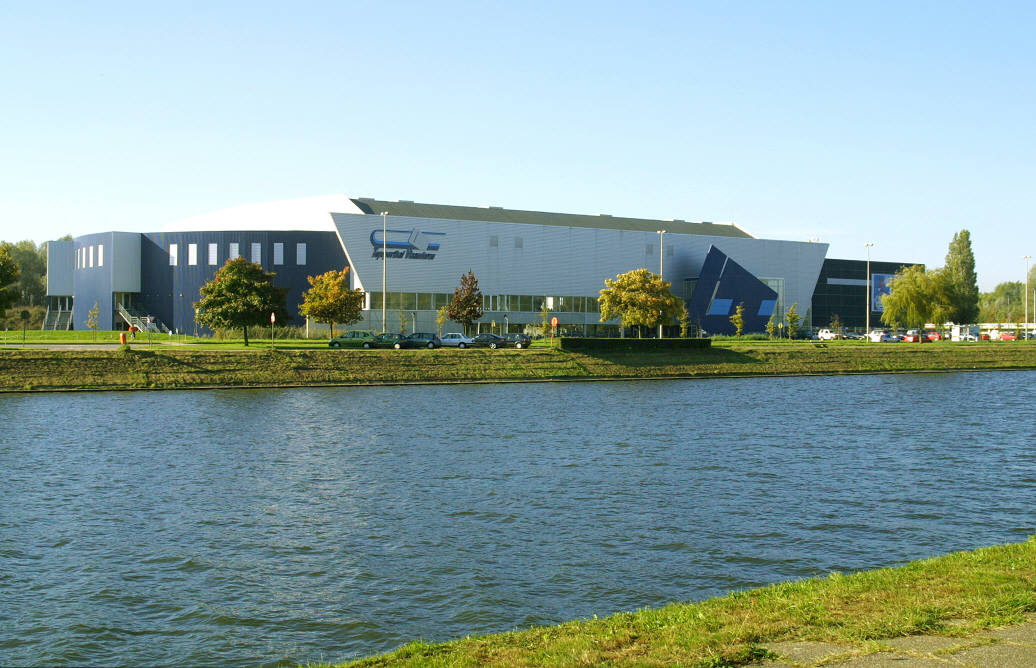
سالن ورزشی تاپ بلوسو فلاندر

مسابقات جهانی ژیمناستیک هنری ۲۰۰۱ سی و پنجمین دوره مسابقات جهانی ژیمناستیک هنری است که در گنت، بلژیک از ۲۸ اکتبر تا ۴ نوامبر ۲۰۰۱ میلادی برگزار شده است.

## جدول مدال‌ها
| رتبه | کشور                | طلا | نقره | برنز | مجموع |
| ۱    | رومانی              | ۶   |      | ۲    | ۸     |
| ۲    | روسیه               | ۳   | ۳    | ۱    | ۷     |
| ۳    | بلغارستان           | ۲   |      | ۱    | ۳     |
| ۴    | ایالات متحده آمریکا | ۱   | ۱    | ۲    | ۴     |
| ۵    | چین                 | ۱   | ۱    | ۱    | ۳     |
| ۵    | بلاروس              | ۱   | ۱    | ۱    | ۳     |
| ۷    | یونان               | ۱   |      |      | ۱     |
| ۸    | اوکراین             |     | ۱    | ۲    | ۳     |
| ۹    | لتونی               |     | ۱    | ۱    | ۲     |
| ۹    | کوبا                |     | ۱    | ۱    | ۲     |
| ۱۱   | استرالیا            |     | ۱    |      | ۱     |
| ۱۱   | مجارستان            |     | ۱    |      | ۱     |
| ۱۱   | ازبکستان            |     | ۱    |      | ۱     |
| ۱۱   | هلند                |     | ۱    |      | ۱     |
| ۱۱   | برزیل               |     | ۱    |      | ۱     |
| ۱۶   | ایتالیا             |     |      | ۱    | ۱     |